# Mecsi Beatrix
Mecsi Beatrix (Kaposvár, 1972. július 4. –) magyar japanológus művészettörténész, egyetemi docens, tanszékvezető az ELTE BTK Japán Tanszékén. 2018-tól a Koreai Tanszék vezetője.

## Tanulmányok
Középiskolai tanulmányait a budapesti Kaffka Margit Gimnáziumban (mai nevén: Szent Margit Gimnázium) folytatta, 1998-ban diplomázott művészettörténetből az Eötvös Loránd Tudományegyetemen, majd japán szakon is diplomát szerzett és részt vett az egyetem koreanisztikai programjában is. 1999-ben Pro Scientia aranyéremmel tüntették ki. Doktori fokozatát 2004-ben szerezte a Londoni Egyetemen, 2009-ben habilált.
Kutatásait a keleti és nyugati művészetelmélet és művészettörténet-írás elméleti és módszertani kérdései, a kelet-ázsiai és európai művészet, a kelet-ázsiai buddhista művészet és a kortárs művészet területén végzi.

## Fontosabb publikációi
- “A japán keljfeljancsi. Avagy: Hogyan lett a szentből játékbaba?” Műhely, különszám, Győr, November, 1999, pp. 116-118.
- „Hogyan érkezett Bodhidharma Japánba?” MTA Orientalisztikai Bizottság & ELTE, Budapest, 2000. pp. 120-126; 245-257.
- ”How Bodhidharma Came to the East? Representations of the First Zen Patriarch in East Asian Art”, University of London, SOAS, 2003.
- “Identification problems of Korean Bodhidharma-paintings”, University of Rome “La Sapienzia” Faculty of Oriental Studies, 21st AKSE Conference-papers, 2003.
- „Szentek Kelet-Ázsiában”, Pro Scientia, Miskolc, 2004.
- The Power on Images on Texts Re-Examined: The Case of Bodhidharma’s Crossing and the Mass-Consumption of Bodhidharma-images in Japan and Contemporary South Korea, ARCHIV ORIENTALNI 76, 2008. pp. 217-249.
- Bodhidharma in China, Korea and Japan: Models for representations and commercialization of the legendary founder of Chan Buddhism in East Asia, In: Szerk.: Rui Oliviera Lopes FACE TO FACE: The transcendence of the arts in China and beyond – Historical Perspectives. Lisszabon: University of Lisbon, 2014. pp. 16-50.
- Bódhidharma. A chan buddhizmus legendás alapítójának ábrázolásai és népszerűsítése Japánban, TÁVOL-KELETI TANULMÁNYOK 2014: pp. 125-134.
- Meeting of the East and the West: the Western Visual World (Perspective and three-dimensionality) and its reception in East Asia in the 17th-18th centuries., In: Mecsi Beatrix Szerk.: Agnieszka Kluczewska-Wójcik Korea. Art and Artistic Relations with Europe. Warsaw: Polish Institute of World Art Studies, 2014. pp. 31-37.
- Pindola in Korea and Japan: Is the Wandering Jew coming from East Asia?, ASIAN STUDIES 2: (2), 2014. pp. 75-88.
- Japánok az Amerikai Egyesült Államokban: a japán identitás a kortárs amerikai képzőművészetben, In: Szerk.: Sági Attila, Szerk.: Farkas Ildikó Kortárs Japanológia I.: A KRE japán szak 20 éves jubileumi konferenciáján, 2014. október 15-én elhangzott előadások válogatott és szerkesztett tanulmányai. Budapest: Károli Gáspár Református Egyetem; L'Harmattan Kiadó, 2015. pp. 315-322.
- A perspektíva ábrázolásának megjelenése Kelet-Ázsiában, In: Szerk.: Pavlovits Tamás, Szerk.: Schmal Dániel Perspektíva és érzékelés a kora újkorban. Budapest: Gondolat Kiadó, 2015. pp. 278-286.
- Differences in Visuality of Buddhist Figures in Korean and Japanese Art, In: Szerk.: Sonja Haussler, Szerk.: Gabriel Jonsson Proceedings from the 2016 NAJAKS Conference at Stockholm University. Stockholm: Stockholm University, 2016. pp. 55-76.
- Special Features of the Popularization of Bodhidharma in Korea and Japan, ASIAN STUDIES 4: (1), 2016. pp. 131-150.
- A "Magányos szent" és a "Hegyi szellem" Korea buddhista kolostoraiban, In: Szerk.: Hamar Imre, Szerk.: Kósa Gábor, Szerk.: Gelle Zsóka Szent hegyek a buddhizmusban. Budapest: ELTE Buddhizmus-kutatás Központja, 2017. pp. 149-159.[3]

## További információ
- Magyar művészettörténészek listája